# Vatica javanica
Espèce
Statut de conservation UICN

 CR A1cd, D : 
En danger critique
 pour les sous-espèces :
- Vatica javanica subsp. javanica
- Vatica javanica subsp. scaphifolia

Vatica javanica est une espèce de plantes du genre Vatica et de la famille des Dipterocarpaceae.

## Sous-espèces
Selon GBIF (28 décembre 2020) :
- Vatica javanica subsp. javanica
- Vatica javanica subsp. scaphifolia (Kosterm.) P.S.Ashton, 1978

## Synonyme
Vatica javanica a pour synonyme :
- Sunaptea javanica (Slooten) Kosterm.